# Ratpenat llengut equatorià
El ratpenat llengut equatorià (Lonchophylla hesperia) és una espècie de ratpenat de la família dels fil·lostòmids. Viu a sud-oest de l'Equador i al nord-oest del Perú.